# Roberto Yáñez
Roberto Yáñez Honecker (* 10. Oktober 1974 in Ost-Berlin als Roberto Leonardo Yáñez Betancourt) ist ein deutsch-chilenischer Kunstmaler, Dichter und Songwriter. Er lebt seit 1990 in Chile.

## Leben und Wirken

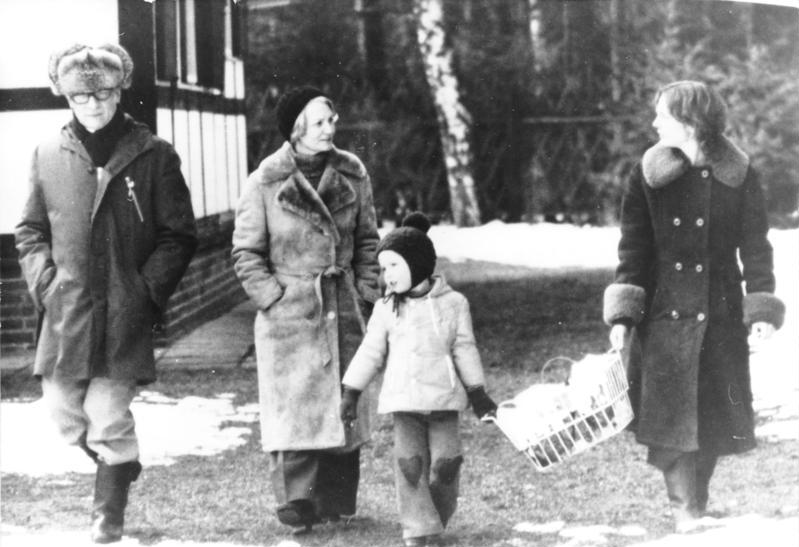
Roberto Yáñez beim Spaziergang mit seiner Mutter Sonja (r.) und seinen Großeltern Erich und Margot Honecker, 1977

Roberto Yáñez wuchs als Sohn von Sonja Honecker und des chilenischen Dissidenten Leonardo Yáñez Betancourt in Ost-Berlin auf. Seine Großeltern mütterlicherseits waren der langjährige SED-Generalsekretär Erich Honecker und die Volksbildungsministerin Margot Honecker. Er hat eine jüngere Schwester. Eine weitere Schwester, Mariana, starb zweijährig im Jahr 1988 an einer seltenen Virusinfektion. Roberto besuchte von 1981 bis 1989 die Polytechnische Oberschule „Reinhold Huhn“ in Berlin-Mitte. Im März 1990 emigrierte der Fünfzehnjährige mit seinen Eltern und seiner kleinen Schwester nach Santiago de Chile. Die Familie lebte nach seiner Darstellung in einem bescheidenen Holzhaus und hatte oft finanzielle Probleme. Nach nur einem Jahr trennten sich seine Eltern. Roberto zog zu seinem Vater, während seine Schwester Vivian bei der Mutter blieb.
Nach seinem Weggang von der Deutschen Schule Santiago im Jahre 1993 betätigte er sich als Künstler. Er lebte zeitweilig in einer Hippie-Kolonie in der Atacamawüste, schrieb Gedichte und malte. Nach dem Tod Erich Honeckers zog Roberto zu seiner Großmutter Margot, die in einem Haus in La Reina lebte. Wegen seines Drogenkonsums musste er sich 1994 in einer Klinik auf Kuba behandeln lassen, wo ihm Margot Honecker dank ihrer Kontakte zu Fidel Castro und dessen Ehefrau Dalia Soto del Valle einen Therapieplatz besorgt hatte. Eine Behandlung in Chile hätte er sich finanziell nicht leisten können. Neben seiner künstlerischen Tätigkeit hielt er sich unter anderem als Kellner, Immobilienhändler, Bibliotheksgehilfe, Straßenmusikant und Übersetzer über Wasser. Unterstützt wurde er in dieser Zeit weiterhin von seiner Großmutter, bei der er auch überwiegend wohnte.
1999 veröffentlichte er seinen ersten Gedichtband. Bis 2011 folgten in Chile zwei weitere Gedichtbände. Yáñez ist Mitglied der Surrealisten-Gruppe Derrame. Von 2000 bis 2002 lebte er auf Kuba. Dort besuchte er Abendkurse für Malerei an der Kunsthochschule in Havanna, wo er das Werk des surrealistischen Malers Wifredo Lam intensiv studierte. Später nahm er mit Texten und Bildern an verschiedenen surrealistischen Veranstaltungen in Spanien, Portugal und Chile teil.
2013 besuchte er anlässlich einer Ausstellung seiner Bilder mit dem Titel Metamorphosen: Roberto Yáñez in der Berliner Galerie Kornfeld erstmals das wiedervereinigte Deutschland. Er lebt in Valparaíso und vertreibt seine Kunst seit 2021 auch über das Internet.
Yáñez ist Vater einer 1997 geborenen Tochter und eines Sohnes.

## Ruhestätte Erich Honeckers
Nach dem Tod Erich und Margot Honeckers setzte sich Yáñez entgegen den Absichten der übrigen Familie und besonders gegen den Widerstand seiner Mutter über Jahre dafür ein, die Asche seiner Großeltern in der Gedenkstätte der Sozialisten auf dem Zentralfriedhof Friedrichsfelde in Berlin beizusetzen. Das Vorhaben stieß auf erbitterte Ablehnung vonseiten der Vertreter der PDS bzw. Die Linke und wurde nicht realisiert. Auch Erich Honecker selbst soll nach dem Zeugnis seines Dolmetschers Daniel Aguirre, der ihn während seiner Krankheit in Chile kontinuierlich begleitete, Beisetzungsfeierlichkeiten in Deutschland ausgeschlossen haben. Der genaue Verbleib seiner sterblichen Überreste nach der Einäscherung auf dem Hauptfriedhof von Santiago de Chile ist bis heute nicht völlig geklärt. Im Herbst 2018 schloss der Senat von Berlin eine Beisetzung der Honeckers in der Berliner Gedenkstätte aus.

## Veröffentlichungen (Auswahl)
- Poemas encontrados en San Pedro de Atacama („Gedichte gefunden in San Pedro de Atacama“). 1999.
- Espejo ultrasombra („Der tiefe Schattenspiegel“). Editoral Caligrafía Azul, Santiago de Chile 2001.
- El Objeto del Vértigo („Gegenstand des Zaubers“). Brazo de Cervantes Ediciones, 2004.
- mit Alois Gmeiner (Hrsg.): Gegenstand des Zaubers. Gedichte. Verlag Ideen-Manufaktur, 2011, ISBN 978-3-8423-7088-3.
- Frühlingsregen – Gedichte und Bilder (= Insel-Bücherei, Nr. 1384). Insel-Verlag, Berlin 2013, ISBN 978-3-458-19384-5.
- El reino inestable. Ediciones Derrame, Santiago de Chile 2015.
- mit Thomas Grimm: Ich war der letzte Bürger der DDR. Mein Leben als Enkel der Honeckers. Insel Verlag, Berlin 2018, ISBN 978-3-458-17748-7.
- Poemas trizados. Editorial Ultramarina Cartonera & Digital, Mexiko 2019 (Gedichtband).

## Ausstellungen (Auswahl)
- 2005: Internationale surrealistische Ausstellung „Derrame Cono Sur“, Fundación Eugenio Granell in Santiago de Compostela, Spanien
- 2005: Internationale surrealistische Ausstellung „Phases“ in Arthium Galerie, Santiago de Chile
- 2008: Teilnahme an der Internationalen Surrealistischen Ausstellung „Poesie und Malerei“ in Coimbra, Portugal
- 2009: Teilnahme an der Internationalen Surrealistischen Ausstellung „Die geheime Tür“ in Santiago de Chile
- November 2013 bis Februar 2014: „Metamorphosen. Roberto Yáñez“ in der Galerie Kornfeld in Berlin[16]
- April 2019: „Roberto Yáñez – Die surrealistische Situation des Gegenstandes“ im Kunstraum Schwalbe in Frankfurt am Main[17]

## Dokumentarfilm
- Thomas Grimm: Honeckers Enkel Roberto. Eine Rückkehr nach Deutschland (2013, 90 Minuten)